# Marco Benassi
Marco Benassi (ur. 8 września 1994 w Modenie) – włoski piłkarz występujący na pozycji pomocnika we włoskim klubie Cremonese do którego jest wypożyczony z ACF Fiorentiny. Wychowanek Interu Mediolan, w swojej karierze grał także w Livorno.

## Statystyki kariery
(aktualne na dzień 28 października 2015)
| Klub               | Sezon              | Liga               | Liga  | Liga   | Puchar kraju | Puchar kraju | Europa | Europa | Suma  | Suma   |
| Klub               | Sezon              | Liga               | Mecze | Bramki | Mecze        | Bramki       | Mecze  | Bramki | Mecze | Bramki |
| ------------------ | ------------------ | ------------------ | ----- | ------ | ------------ | ------------ | ------ | ------ | ----- | ------ |
| Inter Mediolan     | 2012/12            | Serie A            | 6     | 0      | 3            | 0            | 4      | 1      | 13    | 1      |
| Livorno (wyp.)     | 2013/14            | Serie A            | 20    | 2      | 1            | 0            | –      | –      | 21    | 2      |
| Torino FC          | 2014/15            | Serie A            | 25    | 3      | 0            | 0            | 11     | 0      | 36    | 3      |
| Torino FC          | 2015/16            | Serie A            | 8     | 1      | 0            | 0            | –      | –      | 8     | 1      |
| Ogólnie w karierze | Ogólnie w karierze | Ogólnie w karierze | 59    | 6      | 4            | 0            | 15     | 1      | 78    | 7      |